# 小行星18157
小行星18157（18157 Craigwright）是一颗绕太阳运转的小行星，为主小行星带小行星。该小行星于2000年8月1日发现。

## 轨道参数
小行星18157的轨道半长轴为2.4771596 UA，离心率为0.099。